# Boston Society of Film Critics Awards 2001
La 22ª edizione dei Boston Society of Film Critics Awards si è svolta il 16 dicembre 2001.

## Premi

### Miglior film
- Mulholland Drive (Mulholland Dr.), regia di David Lynch
  - 2º classificato: Apocalypse Now Redux, regia di Francis Ford Coppola

### Miglior attore
- Brian Cox - L.I.E.
- Denzel Washington - Training Day
  - 2º classificato: Gene Hackman - I Tenenbaum (The Royal Tenenbaums) e Guy Pearce - Memento (ex aequo)

### Migliore attrice
- Tilda Swinton - I segreti del lago (The Deep End)
  - 2º classificato: Naomi Watts - Mulholland Drive (Mulholland Dr.)

### Miglior attore non protagonista
- Ben Kingsley - Sexy Beast - L'ultimo colpo della bestia (Sexy Beast)
  - 2º classificato: Steve Buscemi - Ghost World

### Migliore attrice non protagonista
- Cameron Diaz - Vanilla Sky
  - 2º classificato: Scarlett Johansson - Ghost World

### Miglior regista
- David Lynch - Mulholland Drive (Mulholland Dr.)
  - 2º classificato: Peter Jackson - Il Signore degli Anelli - La Compagnia dell'Anello (Lord of the Rings: The Fellowship of the Ring)

### Migliore sceneggiatura
- Christopher Nolan - Memento
  - 2º classificato: Terry Zwigoff e Daniel Clowes - Ghost World

### Miglior fotografia
- Roger Deakins - L'uomo che non c'era (The Man Who Wasn't There)
  - 2º classificato: Christopher Doyle e Mark Lee Ping Bin - In the Mood for Love (花樣年華)

### Miglior documentario
- Les glaneurs et la glaneuse, regia di Agnès Varda

### Miglior film in lingua straniera
- Amores perros, regia di Alejandro González Iñárritu  ·   Messico
  - 2º classificato: In the Mood for Love (花樣年華), regia di Wong Kar-wai ·   Hong Kong/ Francia

### Miglior regista esordiente
- Michael Cuesta - L.I.E.
  - 2º classificato: Alejandro González Iñárritu - Amores perros